# Manuel Villoria
Manuel Villoria és director de l'Observatori de Bona Governança de la Universitat Rey Juan Carlos, catedràtic acreditat i director del Màster en Gestió de la Seguretat en la mateixa universitat, també dirigeix el Màster en Alta Direcció Pública de l'Institut Universitari Ortega y Gasset. Cofundador del capítol espanyol de Transparència Internacional i membre de la seva junta directiva. Ha publicat un centenar llarg d'articles i llibres sobre temes de gestió pública, ètica administrativa i corrupció. Professor visitant en més de deu universitats estrangeres. Ha participat en diverses comissions nacionals i internacionals sobre reforma de l'Estat.